# Josef Ackermann (Journalist)
Josef Ackermann (* 31. Januar 1896 in München; † 22. August 1959 in Luzern, Schweiz) war ein deutscher Journalist.

## Leben
Ab dem Jahr 1916 war Josef Ackermann als Publizist tätig. Dazu gehörten Stellen als Redakteur beim Weißenburger Tagblatt und (ab 1918) als Redakteur der Donau-Zeitung in Passau. Von 1923 bis 1933 arbeitete er in München als Redakteur der Telegraphen-Union (Hauptstelle München) sowie als ständiger Landtagsberichterstatter der Münchner Zeitung und der Bayerischen Staatszeitung.
Zwischen 1933 und 1945 war Ackermann mit Unterbrechungen in den KZs Dachau, Buchenwald und Dora-Mittelbau inhaftiert. Nach dem Zusammenbruch des Dritten Reichs wurde er 1945 in München Direktor des Städtischen Nachrichtendienstes. Im April 1948 war er Gründer und Herausgeber des Münchner Stadtanzeigers.
Ackermann stand lange Jahre dem Verband der Berufsjournalisten in Bayern als Vorsitzender vor.
Von 1950 bis 1955 war Ackermann Mitglied des Bayerischen Senats, wo er im Bauausschuss tätig war.